# Mycetophila ronderosi
Mycetophila ronderosi är en tvåvingeart som beskrevs av Duret 1981. Mycetophila ronderosi ingår i släktet Mycetophila och familjen svampmyggor. Inga underarter finns listade i Catalogue of Life.